# Parrya
Parrya é um género botânico pertencente à família Brassicaceae.